# 瓦利鎮區 (阿肯色州麥迪遜縣)
瓦利鎮區（英語：Valley Township）是位於美國阿肯色州麥迪遜縣的一個行政鎮區。

## 地方資料
根據2010年美國人口普查的數據，瓦利鎮區的面積為96.90平方千米，當中陸地面積為96.50平方千米，而水域面積為0.40平方千米。當地共有人口517人，而人口密度為每平方千米5人。